# Bistrica ob Sotli
Bistrica ob Sotli é um município da Eslovênia. A sede do município fica na localidade de mesmo nome.